# Base sous-marine
Une base sous-marine est une base navale qui abrite des sous-marins, leur infrastructure et leur personnel.
L'Île Longue, l'HMNB Clyde et la base navale de Kings Bay sont des exemples de bases sous-marines stratégiques actuellement actives.

## Bases historiques

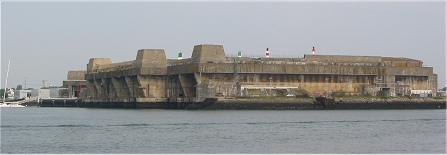
La base sous-marine de Lorient.

- New Suffolk, hameau de l'État de New York, aux États-Unis, revendique être la ville ayant eu la première base de ce type puisqu'elle servit pour le USS Holland lancé en mai 1897 et à plusieurs sous-marins de la classe Plunger lancés en 1901-1903.
- Les bases sous-marines construites ou aménagées par les Allemands en France pendant la Seconde Guerre mondiale :
  - la base sous-marine de Lorient ;
  - la base sous-marine de Saint-Nazaire ;
  - la base sous-marine de La Rochelle ;
  - la base sous-marine de Brest ;
  - la base sous-marine de Bordeaux ;
  - la base sous-marine de Marseille :
  - avec la base sous-marine de Toulon.

Liste : Catégorie:Base sous-marine